# Yelo
Yelo település Spanyolországban, Soria tartományban. Yelo Baraona, Alcubilla de las Peñas, Medinaceli, Miño de Medinaceli és Sienes községekkel határos. Lakosainak száma 37 fő (2024).

## Népesség
A település népessége az elmúlt években az alábbi módon változott:
| Lakosok száma | 59   | 55   | 56   | 52   | 48   | 52   | 43   | 40   | 44   | 37   |
|               | 2001 | 2004 | 2007 | 2009 | 2012 | 2014 | 2017 | 2019 | 2022 | 2024 |